# 大德蘭修女
《大德蘭修女》（直譯「泰瑞莎：耶穌之軀」）是一部2007年的傳記片，雷·羅里加編劇兼導演，帕姿·薇閣出演主角阿維拉的德蘭。
這部電影因在塑造這位聖徒的形象時運用了一些情色元素而被西班牙天主教主教批評，比如電影的原版海報設計是耶穌的手正撫摸著裸體德蘭的臂膀。

## 外部連結
- 互联网电影数据库（IMDb）上《大德蘭修女》的资料（英文）
- AllMovie上《大德蘭修女》的资料（英文）
- 爛番茄上《大德蘭修女》的資料（英文）